# 上海中侨职业技术大学
上海中侨职业技术大学是中華人民共和國上海市的一所民辦本科层次高等职业学校。

## 歷史
1993年7月，上海中侨职业技术学院由華東師範大學的教授俞鑫泰、金潤圭和上海外國語大學教授董憲剛發起創立。當時學院屬於民辦專科高等學校，並租賃長寧區業餘大學的場所作為上課地點。1996年搬遷至普陀區的紡織職工大學。後又搬遷至浦東新區黨校。2002年，學院搬遷至川周公路，此地是第一個屬於上海中侨职业技术学院的辦學地點。2014年學院搬遷至金山區。2019年12月17日，上海中侨职业技术学院升格为本科层次职业学校，学校名称暂定为“上海中侨职业技术学院（本科）”，2020年6月22日，學校更名为“上海中侨职业技术大学”。
2023年5月，学校通过ACQUIN国际认证。